# I manga delle scienze
I manga delle scienze (マンガでわかる?, Manga de wakaru, lett. "Impara con i manga"), nota anche con il titolo internazionale The Manga Guides, è una serie di manga pubblicati dalla Ohmsha a partire dal 24 luglio 2004.
In Italia dodici manga sono stati pubblicati da La Repubblica dal 30 settembre al 16 dicembre 2016, e riediti nuovamente nel 2019 e nel 2022, con senso di lettura all'occidentale e traduzione dall'edizione inglese della No Starch Press (composta da quattordici volumi: i dodici editi in italia, il 9 e il 39).

## Trama
Ogni opera appartenente alla collana ha la medesima struttura di base, sebbene gli argomenti varino nel corso dei volumi: un personaggio desidera approfondire o riuscire a comprendere un dato argomento – legato in particolare al mondo delle scienze – ma presenta notevoli difficoltà; grazie all'aiuto di un amico o di un conoscente, riesce però rapidamente nel suo obiettivo. Gli inserti "educativi" sono intervallati da intermezzi comici e da schemi esplicativi.

## Manga

### Volumi
| Nº Ja                       | Nº It | Titolo italiano Giapponese 「Kanji」 - Rōmaji - Traduzione letterale | Data di prima pubblicazione              | Data di prima pubblicazione              |
| Nº Ja                       | Nº It | Titolo italiano Giapponese 「Kanji」 - Rōmaji - Traduzione letterale | Giapponese                               | Italiano                                 |
| Prima edizione (47 volumi)  |       | |                                          |                                          |
| 1                           | 5     | I manga delle scienze - Statistica 「マンガでわかる - 統計学」 - Manga de wakaru - Tōkeigaku – "Impara con i manga - Statistica" | 24 luglio 2004 ISBN 978-4-274-06570-5    | 28 ottobre 2016 ISBN 978-8-883-71586-0   |
| 1                           | 5     | Capitoli - Prefazione. - Prologo. Quando la statistica ♥ fa battere il cuore ♥ - 1. I tipi di dati - 2. Uno sguardo d'insieme: come capire i dati numerici - 3. Uno sguardo d'insieme: come capire i dati categorici - 4. Valori standard e di deviazione - 5. Troviamo le probabilità - 6. Che relazione c'è tra le due variabili? - 7. Approfondiamo un po' i test d'ipotesi statistica - 8. Appendice. Facciamo un po' di calcoli con un foglio elettronico |                                          |                                          |
| 2                           | 11    | I manga delle scienze - Regressione: Analisi statistica dei dati 「マンガでわかる - 統計学 回帰分析編」 - Manga de wakaru - Tōkeigaku kaiki bunsekihen – "Impara con i manga - Statistica: Analisi della regressione" | 23 settembre 2005 ISBN 978-4-274-06614-6 | 9 dicembre 2016 ISBN 978-8-883-71574-7   |
| 2                           | 11    | Capitoli - Prefazione. - Prologo. Ancora un po' di tè? - 1. Un bel bicchiere di matematica - 2. Analisi di regressione semplice - 3. Analisi di regressione multipla - 4. Analisi di regressione logistica - 5. Appendice. Calcoli di regressione con un foglio elettronico |                                          |                                          |
| 3                           | 7     | I manga delle scienze - Database 「マンガでわかる - データベース」 - Manga de wakaru - Dētabēsu – "Impara con i manga - Base di dati" | 23 dicembre 2005 ISBN 978-4-274-06631-3  | 11 novembre 2016 ISBN 978-8-883-71584-6  |
| 3                           | 7     | Capitoli - Prefazione. - 1. Che cos'è un database? - 2. Che cos'è un database relazionale? - 3. Progettiamo un database! - 4. Impariamo il linguaggio SQL! - 5. Facciamo funzionare un database! - 6. I database sono ovunque! - Appendice. Le istruzioni SQL più usate |                                          |                                          |
| 4                           | 2     | I manga delle scienze - Matematica: Analisi 「マンガでわかる - 微分積分」 - Manga de wakaru - Bibun sekibun – "Impara con i manga - Equazioni differenziali integrali" | 23 dicembre 2005 ISBN 978-4-274-06632-0  | 7 ottobre 2016 ISBN 978-8-883-71591-4    |
| 4                           | 2     | Capitoli - Prefazione. - Prologo. Che cos'è una funzione? - 1. Deriviamo le funzioni! - 2. Impariamo a derivare! - 3. Integriamo le funzioni! - 4. Impariamo a integrare! - 5. Sviluppi di Taylor! - 6. Le derivate parziali! - Epilogo. A cosa serve la matematica? - Appendice 1. Soluzioni degli esercizi - Appendice 2. Principali formule, teoremi e funzioni che trovate in questo libro                                                                 |                                          |                                          |
| 5                           | —     | 「マンガでわかる - フーリエ解析」 - Manga de wakaru - Fūrie kaiseki – "Impara con i manga - Analisi di Fourier" | 23 marzo 2006 ISBN 978-4-274-06617-7     | —                                        |
| 6                           | —     | 「マンガでわかる - 統計学 因子分析編」 - Manga de wakaru - Tōkeigaku inshi bunsekihen – "Impara con i manga - Statistica: Analisi fattoriale" | 26 ottobre 2006 ISBN 978-4-274-06662-7   | —                                        |
| 7                           | 1     | I manga delle scienze - Fisica 「マンガでわかる - 物理 力学編」 - Manga de wakaru - Butsuri rikigakuhen – "Impara con i manga - Fisica: Meccanica" | 25 novembre 2006 ISBN 978-4-274-06665-8  | 30 settembre 2016 ISBN 978-8-883-71608-9 |
| 7                           | 1     | Capitoli - Prefazione. - Prologo. La fisica ti preoccupa? - 1. Il principio di azione e reazione - 2. Forza e moto - 3. Quantità di moto - 4. Energia - Epilogo. - Appendice. Capiamo le unità di misura |                                          |                                          |
| 8                           | 8     | I manga delle scienze - Elettromagnetismo 「マンガでわかる - 電気」 - Manga de wakaru - Denki – "Impara con i manga - Elettricità" | 16 dicembre 2006 ISBN 978-4-274-06672-6  | 18 novembre 2016 ISBN 978-8-883-71583-9  |
| 8                           | 8     | Capitoli - Prefazione. - Prologo. Da Electopia, la terra dell'elettricità - 1. Che cos'è l'elettricità? - 2. Che cosa sono i circuiti elettrici? - 3. Come funziona l'elettricità? - 4. Come si crea l'elettricità? - 5. I mille usi dell'elettricità! - Epilogo. |                                          |                                          |
| 9                           | —     | 「マンガでわかる - 暗号」 - Manga de wakaru - Angō – "Impara con i manga - Crittografia" | 14 aprile 2007 ISBN 978-4-274-06674-0    | —                                        |
| 10                          | 4     | I manga delle scienze - Biologia: DNA e genetica 「マンガでわかる - 分子生物学」 - Manga de wakaru - Bunshiseibutsugaku – "Impara con i manga - Biologia molecolare" | 26 gennaio 2008 ISBN 978-4-274-06702-0   | 21 ottobre 2016 ISBN 978-8-883-71589-1   |
| 10                          | 4     | Capitoli - Prefazione. - Prologo. - 1. Che cos'è una cellula? - 2. Proteine e DNA: decifrare il codice genetico - 3. Replicazione del DNA e divisione cellulare - 4. Com'è fatta una proteina? - 5. Ricerca e tecnologie genetiche - Epilogo. |                                          |                                          |
| 11                          | —     | 「マンガでわかる - 測量」 - Manga de wakaru - Sokuryō – "Impara con i manga - Misurazioni" | 20 settembre 2008 ISBN 978-4-274-06725-9 | —                                        |
| 12                          | —     | 「マンガでわかる - シーケンス制御」 - Manga de wakaru - Shīkensu seigyo – "Impara con i manga - Strutture di controllo" | 24 ottobre 2008 ISBN 978-4-274-06735-8   | —                                        |
| 13                          | 10    | I manga delle scienze - Matematica: Algebra lineare 「マンガでわかる - 線形代数」 - Manga de wakaru - Senkei daisū – "Impara con i manga - Algebra lineare" | 28 novembre 2008 ISBN 978-4-274-06741-9  | 2 dicembre 2016 ISBN 978-8-883-71575-4   |
| 13                          | 10    | Capitoli - Prefazione. - Prologo. - 1. Che cos'è l'algebra lineare? - 2. I fondamenti - 3. Introduzione alle matrici - 4. Ancora matrici - 5. Introduzione ai vettori - 6. Ancora vettori - 7. Trasformazioni lineari - 8. Gli autovalori e gli autovettori - Epilogo. |                                          |                                          |
| 14                          | 6     | I manga delle scienze - Astronomia 「マンガでわかる - 宇宙」 - Manga de wakaru - Uchū – "Impara con i manga - Universo" | 29 novembre 2008 ISBN 978-4-274-06737-2  | 4 novembre 2016 ISBN 978-8-883-71585-3   |
| 14                          | 6     | Capitoli - Introduzione. - Prefazione. - Prologo. Un racconto che comincia sulla Luna - 1. La Terra è il centro dell'universo? - 2. Dal sistema solare alla via lattea - 3. L'universo è nato da un Big Bang - 4. Com'è fatto il confine dell'universo? - 5. Questo universo in costante espansione |                                          |                                          |
| 15                          | 9     | I manga delle scienze - Biochimica 「マンガでわかる - 生化学」 - Manga de wakaru - Seikagaku – "Impara con i manga - Biochimica" | 17 gennaio 2009 ISBN 978-4-274-06740-2   | 25 novembre 2016 ISBN 978-8-883-71576-1  |
| 15                          | 9     | Capitoli - Prefazione. - Prologo. - 1. Che cosa succede dentro al tuo corpo? - 2. Fotosintesi e respirazione - 3. La biochimica nella vita di tutti i giorni - 4. Gli enzimi: il segreto delle reazioni biochimiche - 5. La biologia molecolare e la biologia degli acidi nucleici - Epilogo. |                                          |                                          |
| 16                          | 3     | I manga delle scienze - Relatività 「マンガでわかる - 相対性理論」 - Manga de wakaru - Sōtaiseiriron – "Impara con i manga - Teoria della relatività" | 24 giugno 2009 ISBN 978-4-274-06759-4    | 14 ottobre 2016 ISBN 978-8-883-71590-7   |
| 16                          | 3     | Capitoli - Prefazione. - Prologo. L'irrispettosa cerimonia di chiusura - 1. Che cos'è la relatività? - 2. Cosa vorrebbe dire che il tempo rallenta? - 3. Ma davvero più un corpo è veloce e più diventa corto e pesante? - 4. Che cos'è la relatività generale? - Epilogo. |                                          |                                          |
| 17                          | —     | 「マンガでわかる - 電子回路」 - Manga de wakaru - Denshi kairo – "Impara con i manga - Circuiti elettronici" | 10 ottobre 2009 ISBN 978-4-274-06777-8   | —                                        |
| 18                          | —     | 「マンガでわかる - 流体力学」 - Manga de wakaru - Ryūtai rikigaku – "Impara con i manga - Fluidodinamica" | 10 novembre 2009 ISBN 978-4-274-06773-0  | —                                        |
| 19                          | —     | 「マンガでわかる - 微分方程式」 - Manga de wakaru - Bibun hōteishiki – "Impara con i manga - Equazioni differenziali" | 18 novembre 2009 ISBN 978-4-274-06786-0  | —                                        |
| 02                          | —     | 「マンガでわかる - 熱力学」 - Manga de wakaru - Netsu rikigaku – "Impara con i manga - Termodinamica" | 26 dicembre 2009 ISBN 978-4-274-06688-7  | —                                        |
| 21                          | —     | 「マンガでわかる - 量子力学」 - Manga de wakaru - Ryōshirikigaku – "Impara con i manga - Meccanica quantistica" | 26 dicembre 2009 ISBN 978-4-274-06780-8  | —                                        |
| 22                          | —     | 「マンガでわかる - 電気回路」 - Manga de wakaru - Denki kairo – "Impara con i manga - Circuiti elettrici" | 13 febbraio 2010 ISBN 978-4-274-06795-2  | —                                        |
| 23                          | —     | 「マンガでわかる - 半導体」 - Manga de wakaru - Handōtai – "Impara con i manga - Semiconduttori" | 24 aprile 2010 ISBN 978-4-274-06803-4    | —                                        |
| 24                          | —     | 「マンガでわかる - 虚数・複素数」 - Manga de wakaru - Kyosū fukusosū – "Impara con i manga - Numeri immaginari e complessi" | 17 novembre 2010 ISBN 978-4-274-06823-2  | —                                        |
| 25                          | —     | 「マンガでわかる - プロジェクトマネジメント」 - Manga de wakaru - Purojekuto manejimento – "Impara con i manga - Gestione di progetto" | 25 giugno 2011 ISBN 978-4-274-06854-6    | —                                        |
| 26                          | —     | 「マンガでわかる - 電磁気学」 - Manga de wakaru - Denjikigaku – "Impara con i manga - Interazione elettromagnetica" | 24 agosto 2011 ISBN 978-4-274-06849-2    | —                                        |
| 27                          | —     | 「マンガでわかる - コンクリート」 - Manga de wakaru - Konkurīto – "Impara con i manga - Calcestruzzo" | 22 settembre 2011 ISBN 978-4-274-06860-7 | —                                        |
| 28                          | 12    | I manga delle scienze - Anatomia 「マンガでわかる - 基礎生理学」 - Manga de wakaru - Kiso seirigaku – "Impara con i manga - Fisiologia" | 8 novembre 2011 ISBN 978-4-274-06871-3   | 16 dicembre 2016 ISBN 978-8-883-71573-0  |
| 28                          | 12    | Capitoli - Prefazione. - Prologo. Come sarebbe a dire che devo ridare l'esame di Fisiologia 1? - 1. L'apparato circolatorio - 2. Il sistema respiratorio - 3. Il sistema digerente - 4. I reni e il sistema renale - 5. I fluidi corporei - 6. Il cervello e il sistema nervoso - 7. Il sistema nervoso sensoriale - 8. L'apparato muscolo-scheletrico - 9. Cellule, geni e riproduzione - 10. Il sistema endocrino - Epilogo. - Postfazione.                  |                                          |                                          |
| 29                          | —     | 「マンガでわかる - 電気数学」 - Manga de wakaru - Denki sūgaku – "Impara con i manga - Applicazioni matematiche nell'elettricità" | 16 novembre 2011 ISBN 978-4-274-06819-5  | —                                        |
| 30                          | —     | 「マンガでわかる - 材料力学」 - Manga de wakaru - Zairyō rikigaku – "Impara con i manga - Meccanica dei materiali" | 20 gennaio 2012 ISBN 978-4-274-06875-1   | —                                        |
| 31                          | —     | 「マンガでわかる - 電池」 - Manga de wakaru - Denchi – "Impara con i manga - Batterie" | 17 marzo 2012 ISBN 978-4-274-06877-5     | —                                        |
| 32                          | —     | 「マンガでわかる - 社会学」 - Manga de wakaru - Shakaigaku – "Impara con i manga - Sociologia" | 29 novembre 2012 ISBN 978-4-274-06899-7  | —                                        |
| 33                          | —     | 「マンガでわかる - 栄養学」 - Manga de wakaru - Eiyōgaku – "Impara con i manga - Nutrizionismo" | 26 settembre 2013 ISBN 978-4-274-06929-1 | —                                        |
| 34                          | —     | 「マンガでわかる - 発電・送配電」 - Manga de wakaru - Hatsuden sōhaiden – "Impara con i manga - Produzione, trasmissione e distribuzione elettrica" | 19 ottobre 2013 ISBN 978-4-274-06924-6   | —                                        |
| 35                          | —     | 「マンガでわかる - ディジタル回路」 - Manga de wakaru - Dijitaru kairo – "Impara con i manga - Circuiti digitali" | 20 dicembre 2013 ISBN 978-4-274-06958-1  | —                                        |
| 36                          | —     | 「マンガでわかる - 有機化学」 - Manga de wakaru - Yūki kagaku – "Impara con i manga - Chimica organica" | 21 marzo 2014 ISBN 978-4-274-06957-4     | —                                        |
| 37                          | —     | 「マンガでわかる - モーター」 - Manga de wakaru - Mōtā – "Impara con i manga - Motori" | 24 maggio 2014 ISBN 978-4-274-05010-7    | —                                        |
| 38                          | —     | 「マンガでわかる - 免疫学」 - Manga de wakaru - Menekigaku – "Impara con i manga - Immunologia" | 19 giugno 2014 ISBN 978-4-274-05009-1    | —                                        |
| 39                          | —     | 「マンガでわかる - ＣＰＵ」 - Manga de wakaru - CPU – "Impara con i manga - CPU" | 28 novembre 2014 ISBN 978-4-274-05061-9  | —                                        |
| 40                          | —     | 「マンガでわかる - 物理 光・音・波 編」 - Manga de wakaru - Butsurikō oto namihen – "Impara con i manga - Fisica: Luce, suono, propagazione delle onde" | 1º dicembre 2015 ISBN 978-4-274-21820-0  | —                                        |
| 41                          | —     | 「マンガでわかる - 土質力学」 - Manga de wakaru - Doshitsu rikigaku – "Impara con i manga - Movimenti della Terra" | 26 aprile 2016 ISBN 978-4-274-21861-3    | —                                        |
| 42                          | —     | 「マンガでわかる - 電気設備」 - Manga de wakaru - Denki setsubi – "Impara con i manga - Apparecchi elettrici" | 26 luglio 2016 ISBN 978-4-274-21916-0    | —                                        |
| 43                          | —     | 「マンガでわかる - 技術英語」 - Manga de wakaru - Gijutsu eigo – "Impara con i manga - Lessico specifico in lingua inglese" | 12 novembre 2016 ISBN 978-4-274-21964-1  | —                                        |
| 44                          | —     | 「マンガでわかる - ベイズ統計学」 - Manga de wakaru - Beizu tōkeigaku – "Impara con i manga - Statistica bayesiana" | 25 novembre 2017 ISBN 978-4-274-22135-4  | —                                        |
| 45                          | —     | 「マンガでわかる - 薬理学」 - Manga de wakaru - Yakurigaku – "Impara con i manga - Chimica farmaceutica" | 22 dicembre 2017 ISBN 978-4-274-22134-7  | —                                        |
| 46                          | —     | 「マンガでわかる - 機械学習」 - Manga de wakaru - Kikai gakushū – "Impara con i manga - Apprendimento automatico" | 10 agosto 2018 ISBN 978-4-274-22244-3    | —                                        |
| 47                          | —     | 「マンガでわかる - ドローン」 - Manga de wakaru - Do rōn – "Impara con i manga - Droni" | 26 dicembre 2019 ISBN 978-4-274-22478-2  | —                                        |
| Seconda edizione (1 volume) |       | |                                          |                                          |
| 48                          | —     | 「マンガでわかる - ナースの統計学」 - Manga de wakaru - Nāsu no tōkeigaku – "Impara con i manga - Statistica medica" | 19 settembre 2020 ISBN 978-4-274-22594-9 | —                                        |